# Walter Kirsche
Walter Kirsche (* 21. Juni 1920 in Oelsnitz/Erzgeb.; † 30. Juni 2008 in Pätz) war ein deutscher Anatom, Hochschullehrer, Naturforscher und Umweltschützer.

## Leben und Werk
Nach dem Medizinstudium – unterbrochen durch Kriegseinsatz im Sanitätsdienst – dem Staatsexamen 1945 und Promotion 1946 in Berlin wurde Kirsche ab 1946 wissenschaftlicher Assistent und nach Habilitation 1950 Dozent am Anatomischen Institut der Humboldt-Universität zu Berlin. Hier widmete er sich vor allem der Hirn- und Nervenzellforschung und wurde 1951 als Professor für Anatomie berufen. 1966 bis 1980 war er Direktor des Anatomischen Instituts dieser Universität. Im Jahr 1970 wurde Kirsche zum Mitglied der Leopoldina gewählt. 1969 wurde er korrespondierendes und 1974 ordentliches Mitglied der Akademie der Wissenschaften der DDR.
Neben seiner universitären Lehr- und Forschungstätigkeit widmete sich Kirsche engagiert dem Schutz der Natur und ihrer Lebensformen, insbesondere der Erforschung der europäischen Landschildkröten. Walter Kirsche wurde Ehrenmitglied der Deutschen Gesellschaft für Herpetologie und Terrarienkunde sowie weiterer nationaler und internationaler Gesellschaften und Vereinigungen. Für seine wissenschaftlichen und pädagogischen Leistungen wurde er 1973 mit dem Nationalpreis der DDR für Wissenschaft und Technik ausgezeichnet.
Seine naturkundliche Sammlung von zahlreichen Schildkrötenpräparaten, Insekten und Fossilien übertrug Kirsche dem regionalen Umweltschutzzentrum Naturpark Dahme-Heideseen. Die Eröffnung der diesbezüglichen Ausstellung im dortigen Besucherzentrum konnte Kirsche an seinem 87. Geburtstag am 21. Juni 2007 noch persönlich erleben.

## Schriften (Auswahl)
- Die regenerativen Vorgänge am Rückenmark erwachsener Teleostier nach operativer Kontinuitätstrennung. Habilitationsschrift. Humboldt-Universität zu Berlin. 1950.
- mit Samuil M. Blinkov und Ilja I. Glezer: Das Zentralnervensystem in Zahlen und Tabellen. Fischer Verlag, 1968.
- Zeichenvorlagen und Übersichten für die Vorlesung über Nervensystem und Sinnesorgane des Menschen. begr. von Hermann Stieve, 7. Auflage. VEB Fischer, Jena 1977.
- The housing and regular breeding of Mediterranean tortoises. In: International Zoo Yearbook. 19 (1979), S. 42–49. doi:10.1111/j.1748-1090.1979.tb00523.x
- Christian Gottfried Ehrenberg zum 100. Todestag. Ein Beitrag zur Geschichte der mikroskopischen Hirnforschung. Akademie-Verlag, Berlin 1977 (= Sitzungsberichte der Akademie der Wissenschaften der DDR. Nr. 9 N, 1977).
- Oskar Vogt 1870–1959: Leben und Werk und dessen Beziehung zur Hirnforschung der Gegenwart. Ein Beitrag zur 25. Wiederkehr seines Todestages. Akademie-Verlag, Berlin 1986, ISBN 3-05-500006-4.
- In memoriam Helmke Schierhorn (Oct. 13, 1934–Aug. 10, 1986). In: Z Mikrosk Anat Forsch. 102, 1988, S. 353–363. PMID 3057754.
- Jan Evangelista Purkyně 1787–1868. Ein Beitrag zur 200. Wiederkehr seines Geburtstages. Akademie-Verlag, Berlin 1989 (= Sitzungsberichte der Akademie der Wissenschaften der DDR. Mathematik–Naturwissenschaften–Technik. 1988, Nr. 5/N), ISBN 3-05-500520-1.
- Die Landschildkröten Europas. Mergus, Verlag für Natur- und Heimtierkunde Baensch, Melle 1997, ISBN 3-88244-009-0.